# هاینریش هارر
هاینریش هارر (انگلیسی: Heinrich Harrer؛ ۶ ژوئیهٔ ۱۹۱۲ – ۷ ژانویهٔ ۲۰۰۶) یک نویسنده و کوهنورد اهل اتریش بود.